# Gliese 12b

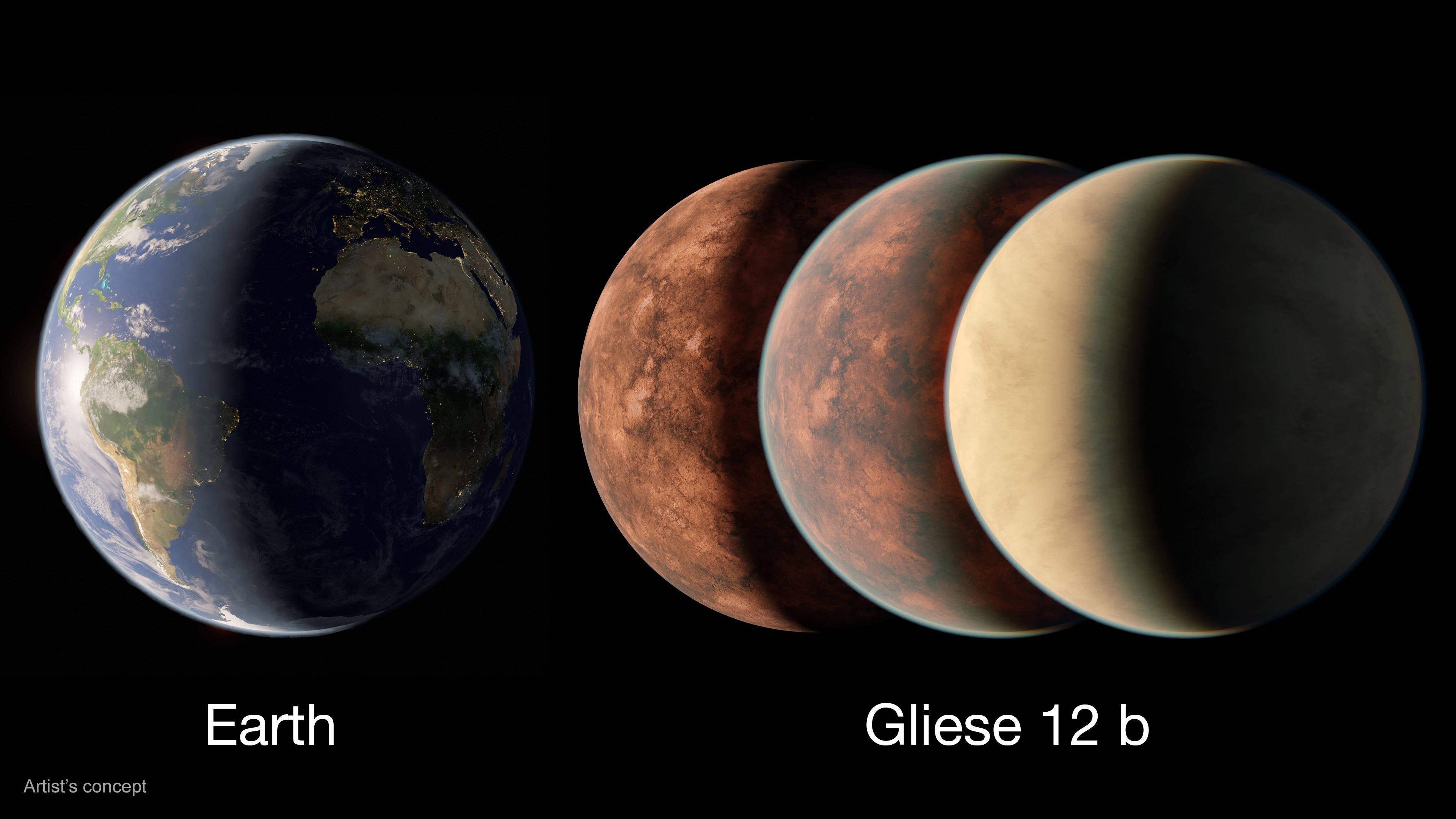
Größenvergleich mit der Erde

Gliese 12b ist ein Exoplanet, der den roten Zwergstern Gliese 12 im Sternbild Fische umkreist. Er wurde im Mai 2024 von zwei unabhängigen Forschungsteams entdeckt und gilt als potenziell bewohnbarer Planet von besonderem wissenschaftlichem Interesse.

## Entdeckung
Gliese 12b wurde mithilfe des NASA-Weltraumteleskops TESS entdeckt. Im Mai 2024 veröffentlichten zwei unabhängige Forscherteams Studien, die den Himmelskörper eindeutig als Planeten identifizierten.

## Eigenschaften
Gliese 12b befindet sich etwa 40 Lichtjahre von der Erde entfernt im Sternbild Fische und umkreist einen kühlen roten Zwergstern namens Gliese 12.
Der Planet hat etwa die Größe der Venus und ist damit etwas kleiner als die Erde. Sein Radius beträgt etwa 96 Prozent des Erdradius. Die Masse wird auf das 3,87-fache der Erdmasse geschätzt.
Gliese 12b umkreist seinen Stern Gliese 12 in einer Entfernung von nur sieben Prozent des Abstands zwischen Erde und Sonne. Seine Umlaufzeit beträgt 12,8 Tage. Es wird vermutet, dass Gliese 12b eine gebundene Rotation aufweist und seinem Stern stets die gleiche Seite zuwendet.
Der Planet erhält etwa 1,6-mal mehr Strahlungsleistung als die Erde von der Sonne, was etwa 85 Prozent der Leistung entspricht, mit der die Sonne die Venus bestrahlt.

## Potenzielle Bewohnbarkeit
Gliese 12b liegt vermutlich am inneren Rand der habitablen Zone seines Sterns und könnte gemäßigte Temperaturen aufweisen. Unter der Annahme, dass der Planet keine Atmosphäre besitzt, wird seine Oberflächentemperatur auf etwa 42 Grad Celsius geschätzt. Diese Temperatur könnte theoretisch die Existenz von flüssigem Wasser auf der Oberfläche ermöglichen, was den Planeten potenziell bewohnbar macht.

## Wissenschaftliche Bedeutung
Gliese 12b ist einer der nächstgelegenen bekannten Exoplaneten mit gemäßigten Temperaturen, der mittels Transitmethode beobachtet werden kann.
Gliese 12b gilt als einer der vielversprechendsten Kandidaten für die Untersuchung von Atmosphären erdgroßer Planeten, die kühle Sterne umkreisen. Die Existenz und Beschaffenheit einer möglichen Atmosphäre ist von besonderem Interesse für die Forschung, da sie erheblichen Einfluss auf die tatsächlichen Oberflächenbedingungen des Planeten haben könnte.